# 森口澄士
森口澄士（日语：／ Moriguchi Sumitada，2001年12月29日—），日本男子花样滑冰运动员，2022年全国锦标赛双人滑金牌得主、2023年全国锦标赛双人滑金牌得主、2024年全国锦标赛双人滑银牌得主、2025年亚洲冬季运动会双人滑铜牌得主。